# Mercedes (auto)

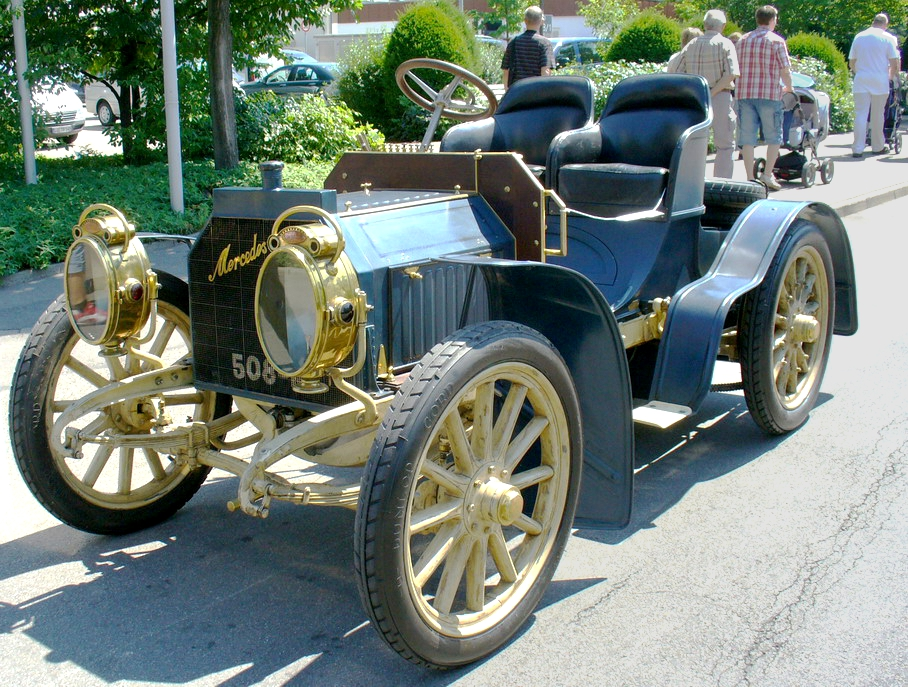
Mercedes Simplex (1902)

Mercedes was een Duits automerk, geproduceerd door Daimler en na de fusie in 1926 met Benz & Cie. hernoemd tot Mercedes-Benz.

## Ontstaan
Mercedes werd oorspronkelijk geproduceerd door Daimler, een Duitse autogroep, opgericht door Gottlieb Daimler, die tussen 1886 en 1900 auto's bouwde onder eigen naam. Daarna bleef de Daimler Motoren Gesellschaft (DMG) wel bestaan, maar produceerde men onder de in 1902 door DMG gedeponeerde merknaam Mercedes.
Deze is geïnspireerd op Mercédès Jellinek, de dochter van de Oostenrijks-Hongaarse consul Emil Jellinek, een van de eerste grote klanten van DMG die in 1900 36 auto's bestelde, met de gezamenlijke waarde van 550.000 Duitse Marken.

## Geschiedenis
Op basis van de Mercedes zoals die besteld werd door Jellinek, bouwde men ook kleinere modellen. In 1907 werd Paul Daimler, zoon van Wilhelm, aangesteld als ontwerper. Vanaf 1909, min of meer nadat Emil Jellinek en Wilhelm Maybach zich terugtrokken, werden schuivenmotoren van Knight ingebouwd. Hierin was Mercedes niet de enige; ook het Belgische Minerva bijvoorbeeld gebruikte schuivenmotoren van Knight.
Na de Eerste Wereldoorlog kon Mercedes de productie vrij snel weer oppakken. Rond deze werden ook de eerste compressoren  toegepast. Met compressoren kon het motorvermogen zonder grote ingrijpen drastisch verhoogd worden.

## Fusie
In 1926 besloten de firma's Daimler-Motoren-Gesellschaft en het noodlijdende Benz & Cie. te fuseren tot Daimler-Benz AG, omdat men inzag dat de Duitse markt te klein was voor twee luxe-merken. De Mercedes-ster bleef behouden als beeldmerk.

## Het logo
De driepuntige ster van het Daimler Motoren Gesellschaft (DMG) werd in 1909 gedeponeerd en sierde vanaf 1910 tot 1926 veel (maar niet alle) Mercedessen de radiateur. De drie punten in de ster verwijzen naar het streven van Gottlieb Daimler om motoren te bouwen voor gebruik te land, ter zee en in de lucht.

## Trivia
Een dergelijk logo als dat van Mercedes-Benz werd ook gevoerd door Scemia, de Franse producent van vrachtauto's en autobussen, en dat als zelfstandig bedrijf bestond tot 1926. Na het samengaan met Renault verviel dit logo. 